# 1989年のワールドシリーズ
1989年の野球において、メジャーリーグベースボール（MLB）優勝決定戦の第86回ワールドシリーズ（英語: 86th World Series）は、10月14日から28日にかけて計4試合が開催された。その結果、オークランド・アスレチックス（アメリカンリーグ）がサンフランシスコ・ジャイアンツ（ナショナルリーグ）を4勝0敗で下し、15年ぶり9回目の優勝を果たした。
カリフォルニア州サンフランシスコ・ベイエリアに本拠地を置く球団どうしの対戦で、両本拠地を結ぶ交通から "ベイブリッジ・シリーズ" や "バート・シリーズ" などと呼ばれた。また、10月17日の第3戦開始前にベイエリア一帯をロマ・プリータ地震が襲ったため、10日間にわたってシリーズが中断したことでも知られる。優勝球団が全試合を通して1イニングも相手にリードを許さなかったのは1966年以来23年ぶり3度目、敗退球団が打線の最後の1巡に同点の走者すら出せなかったのも含めれば史上初と、試合内容としてはアスレチックスの完勝だった。シリーズMVPには、第1戦と第3戦に先発登板して計16イニングを投げ、2勝0敗・防御率1.69という成績を残したアスレチックスのデーブ・スチュワートが選出された。

## 両チームの過去の対戦
アスレチックスとジャイアンツがシリーズで対戦するのは、1905年・1911年・1913年に次いで今回が76年ぶり4度目である。対戦と対戦の間が76年空くというのは、当時のワールドシリーズ史上最長記録だった。ただ、過去3度の対戦時は、アスレチックスがペンシルベニア州フィラデルフィアを、ジャイアンツがニューヨーク州ニューヨークを、それぞれ本拠地にしていた。そのため、両チームがともにベイエリアに移転してからは、今回が初対決となる。1905年はジャイアンツが、1911年と1913年はアスレチックスが、それぞれ優勝している。

## 試合結果
1989年のワールドシリーズは10月14日に開幕し、途中に移動日とロマ・プリータ地震による中断期間を挟んで15日間で4試合が行われた。日程・結果は以下の通り。
| 日付                                                         | 試合  | ビジター球団（先攻）           | スコア                       | ホーム球団（後攻）             | 開催球場                                        | 開催球場                     |
| ------------------------------------------------------------ | ----- | ------------------------------ | ---------------------------- | ------------------------------ | ----------------------------------------------- | ---------------------------- |
| 10月14日（土）                                               | 第1戦 | サンフランシスコ・ジャイアンツ | 0－5                         | オークランド・アスレチックス   | オークランド・アラメダ・ カウンティ・コロシアム | サンフランシスコ・ベイエリア |
| 10月15日（日）                                               | 第2戦 | サンフランシスコ・ジャイアンツ | 1－5                         | オークランド・アスレチックス   | オークランド・アラメダ・ カウンティ・コロシアム | サンフランシスコ・ベイエリア |
| 10月16日（月）                                               |       | 移動日                         | 移動日                       | 移動日                         |                                                 | サンフランシスコ・ベイエリア |
| 10月17日（火） ｜ 10月26日（木）                             | 第3戦 | ロマ・プリータ地震により延期   | ロマ・プリータ地震により延期 | ロマ・プリータ地震により延期   | キャンドルスティック・ パーク                   | サンフランシスコ・ベイエリア |
| 10月27日（金）                                               | 第3戦 | オークランド・アスレチックス   | 13－7                        | サンフランシスコ・ジャイアンツ | キャンドルスティック・ パーク                   | サンフランシスコ・ベイエリア |
| 10月28日（土）                                               | 第4戦 | オークランド・アスレチックス   | 9－6                         | サンフランシスコ・ジャイアンツ | キャンドルスティック・ パーク                   | サンフランシスコ・ベイエリア |
| 優勝：オークランド・アスレチックス（4勝0敗 / 15年ぶり9度目） |       |                                |                              |                                |                                                 | サンフランシスコ・ベイエリア |

### 第1戦 10月14日
- オークランド・アラメダ・カウンティ・コロシアム（カリフォルニア州オークランド）

|                                | 1 | 2 | 3 | 4 | 5 | 6 | 7 | 8 | 9 | R | H  | E |
| ------------------------------ | - | - | - | - | - | - | - | - | - | - | -- | - |
| サンフランシスコ・ジャイアンツ | 0 | 0 | 0 | 0 | 0 | 0 | 0 | 0 | 0 | 0 | 5  | 1 |
| オークランド・アスレチックス   | 0 | 3 | 1 | 1 | 0 | 0 | 0 | 0 | X | 5 | 11 | 1 |

1. 勝利：デーブ・スチュワート（1勝）
2. 敗戦：スコット・ギャレルツ（1敗）
3. 本塁打
OAK：デーブ・パーカー1号ソロ、ウォルト・ワイス1号ソロ
4. 審判
［球審］リッチ・ガルシア（AL）
［塁審］一塁: ポール・ランギー（NL）、二塁: ビック・ボルタジオ（AL）、三塁: ダッチ・レナート（NL）
［外審］左翼: アル・クラーク（AL）、右翼: エリック・グレッグ（NL）
5. 試合開始時刻: 太平洋夏時間（UTC-7）午後5時37分  試合時間: 2時間45分  観客: 4万9385人  気温: 65°F（18.3°C）
詳細: MLB.com Gameday / Baseball-Reference.com

| サンフランシスコ・ジャイアンツ | サンフランシスコ・ジャイアンツ | サンフランシスコ・ジャイアンツ | サンフランシスコ・ジャイアンツ | サンフランシスコ・ジャイアンツ                                                                                                  | オークランド・アスレチックス | オークランド・アスレチックス | オークランド・アスレチックス | オークランド・アスレチックス | オークランド・アスレチックス |
| ------------------------------ | ------------------------------ | ------------------------------ | ------------------------------ | --- | ---------------------------- | ---------------------------- | ---------------------------- | ---------------------------- | --- |
| 打順                           | 守備                           | 選手                           | 打席                           | S・ギャレルツT・ケネディW・クラークR・トンプソンM・ウィリ · アムズJ・ウリーベK・ミッチェルB・バトラーC・マルドナードE・ライルズ | 打順                         | 守備                         | 選手                         | 打席                         | D・スチュワートT・スタインバックM・マグワイアT・フィリップスC・ランス · フォードW・ワイスR・ヘンダーソンD・ヘンダーソンJ・カンセコD・パーカー |
| 1                              | 中                             | B・バトラー                    | 左                             | S・ギャレルツT・ケネディW・クラークR・トンプソンM・ウィリ · アムズJ・ウリーベK・ミッチェルB・バトラーC・マルドナードE・ライルズ | 1                            | 左                           | R・ヘンダーソン              | 右                           | D・スチュワートT・スタインバックM・マグワイアT・フィリップスC・ランス · フォードW・ワイスR・ヘンダーソンD・ヘンダーソンJ・カンセコD・パーカー |
| 2                              | 二                             | R・トンプソン                  | 右                             | S・ギャレルツT・ケネディW・クラークR・トンプソンM・ウィリ · アムズJ・ウリーベK・ミッチェルB・バトラーC・マルドナードE・ライルズ | 2                            | 三                           | C・ランスフォード            | 右                           | D・スチュワートT・スタインバックM・マグワイアT・フィリップスC・ランス · フォードW・ワイスR・ヘンダーソンD・ヘンダーソンJ・カンセコD・パーカー |
| 3                              | 一                             | W・クラーク                    | 左                             | S・ギャレルツT・ケネディW・クラークR・トンプソンM・ウィリ · アムズJ・ウリーベK・ミッチェルB・バトラーC・マルドナードE・ライルズ | 3                            | 右                           | J・カンセコ                  | 右                           | D・スチュワートT・スタインバックM・マグワイアT・フィリップスC・ランス · フォードW・ワイスR・ヘンダーソンD・ヘンダーソンJ・カンセコD・パーカー |
| 4                              | 左                             | K・ミッチェル                  | 右                             | S・ギャレルツT・ケネディW・クラークR・トンプソンM・ウィリ · アムズJ・ウリーベK・ミッチェルB・バトラーC・マルドナードE・ライルズ | 4                            | DH                           | D・パーカー                  | 左                           | D・スチュワートT・スタインバックM・マグワイアT・フィリップスC・ランス · フォードW・ワイスR・ヘンダーソンD・ヘンダーソンJ・カンセコD・パーカー |
| 5                              | 三                             | M・ウィリアムズ                | 右                             | S・ギャレルツT・ケネディW・クラークR・トンプソンM・ウィリ · アムズJ・ウリーベK・ミッチェルB・バトラーC・マルドナードE・ライルズ | 5                            | 中                           | D・ヘンダーソン              | 右                           | D・スチュワートT・スタインバックM・マグワイアT・フィリップスC・ランス · フォードW・ワイスR・ヘンダーソンD・ヘンダーソンJ・カンセコD・パーカー |
| 6                              | DH                             | E・ライルズ                    | 左                             | S・ギャレルツT・ケネディW・クラークR・トンプソンM・ウィリ · アムズJ・ウリーベK・ミッチェルB・バトラーC・マルドナードE・ライルズ | 6                            | 一                           | M・マグワイア                | 右                           | D・スチュワートT・スタインバックM・マグワイアT・フィリップスC・ランス · フォードW・ワイスR・ヘンダーソンD・ヘンダーソンJ・カンセコD・パーカー |
| 7                              | 右                             | C・マルドナード                | 右                             | S・ギャレルツT・ケネディW・クラークR・トンプソンM・ウィリ · アムズJ・ウリーベK・ミッチェルB・バトラーC・マルドナードE・ライルズ | 7                            | 捕                           | T・スタインバック            | 右                           | D・スチュワートT・スタインバックM・マグワイアT・フィリップスC・ランス · フォードW・ワイスR・ヘンダーソンD・ヘンダーソンJ・カンセコD・パーカー |
| 8                              | 捕                             | T・ケネディ                    | 左                             | S・ギャレルツT・ケネディW・クラークR・トンプソンM・ウィリ · アムズJ・ウリーベK・ミッチェルB・バトラーC・マルドナードE・ライルズ | 8                            | 二                           | T・フィリップス              | 両                           | D・スチュワートT・スタインバックM・マグワイアT・フィリップスC・ランス · フォードW・ワイスR・ヘンダーソンD・ヘンダーソンJ・カンセコD・パーカー |
| 9                              | 遊                             | J・ウリーベ                    | 両                             | S・ギャレルツT・ケネディW・クラークR・トンプソンM・ウィリ · アムズJ・ウリーベK・ミッチェルB・バトラーC・マルドナードE・ライルズ | 9                            | 遊                           | W・ワイス                    | 両                           | D・スチュワートT・スタインバックM・マグワイアT・フィリップスC・ランス · フォードW・ワイスR・ヘンダーソンD・ヘンダーソンJ・カンセコD・パーカー |
| 先発投手                       | 先発投手                       | 先発投手                       | 投球                           | S・ギャレルツT・ケネディW・クラークR・トンプソンM・ウィリ · アムズJ・ウリーベK・ミッチェルB・バトラーC・マルドナードE・ライルズ | 先発投手                     | 先発投手                     | 先発投手                     | 投球                         | D・スチュワートT・スタインバックM・マグワイアT・フィリップスC・ランス · フォードW・ワイスR・ヘンダーソンD・ヘンダーソンJ・カンセコD・パーカー |
| S・ギャレルツ                  | S・ギャレルツ                  | S・ギャレルツ                  | 右                             | S・ギャレルツT・ケネディW・クラークR・トンプソンM・ウィリ · アムズJ・ウリーベK・ミッチェルB・バトラーC・マルドナードE・ライルズ | D・スチュワート              | D・スチュワート              | D・スチュワート              | 右                           | D・スチュワートT・スタインバックM・マグワイアT・フィリップスC・ランス · フォードW・ワイスR・ヘンダーソンD・ヘンダーソンJ・カンセコD・パーカー |

### 第2戦 10月15日
- オークランド・アラメダ・カウンティ・コロシアム（カリフォルニア州オークランド）

|                                | 1 | 2 | 3 | 4 | 5 | 6 | 7 | 8 | 9 | R | H | E |
| ------------------------------ | - | - | - | - | - | - | - | - | - | - | - | - |
| サンフランシスコ・ジャイアンツ | 0 | 0 | 1 | 0 | 0 | 0 | 0 | 0 | 0 | 1 | 4 | 0 |
| オークランド・アスレチックス   | 1 | 0 | 0 | 4 | 0 | 0 | 0 | 0 | X | 5 | 7 | 0 |

1. 勝利：マイク・ムーア（1勝）
2. 敗戦：リック・ラッシェル（1敗）
3. 本塁打
OAK：テリー・スタインバック1号3ラン
4. 審判
［球審］ポール・ランギー（NL）
［塁審］一塁: ビック・ボルタジオ（AL）、二塁: ダッチ・レナート（NL）、三塁: アル・クラーク（AL）
［外審］左翼: エリック・グレッグ（NL）、右翼: リッチ・ガルシア（AL）
5. 試合開始時刻: 太平洋夏時間（UTC-7）午後5時30分  試合時間: 2時間47分  観客: 4万9388人  気温: 63°F（17.2°C）
詳細: MLB.com Gameday / Baseball-Reference.com

| サンフランシスコ・ジャイアンツ | サンフランシスコ・ジャイアンツ | サンフランシスコ・ジャイアンツ | サンフランシスコ・ジャイアンツ | サンフランシスコ・ジャイアンツ                                                                                                  | オークランド・アスレチックス | オークランド・アスレチックス | オークランド・アスレチックス | オークランド・アスレチックス | オークランド・アスレチックス |
| ------------------------------ | ------------------------------ | ------------------------------ | ------------------------------ | --- | ---------------------------- | ---------------------------- | ---------------------------- | ---------------------------- | --- |
| 打順                           | 守備                           | 選手                           | 打席                           | R・ラッシェルT・ケネディW・クラークR・トンプソンM・ウィリ · アムズJ・ウリーベK・ミッチェルB・バトラーC・マルドナードE・ライルズ | 打順                         | 守備                         | 選手                         | 打席                         | M・ムーアT・スタインバックM・マグワイアT・フィリップスC・ランス · フォードW・ワイスR・ヘンダーソンD・ヘンダーソンJ・カンセコD・パーカー |
| 1                              | 中                             | B・バトラー                    | 左                             | R・ラッシェルT・ケネディW・クラークR・トンプソンM・ウィリ · アムズJ・ウリーベK・ミッチェルB・バトラーC・マルドナードE・ライルズ | 1                            | 左                           | R・ヘンダーソン              | 右                           | M・ムーアT・スタインバックM・マグワイアT・フィリップスC・ランス · フォードW・ワイスR・ヘンダーソンD・ヘンダーソンJ・カンセコD・パーカー |
| 2                              | 二                             | R・トンプソン                  | 右                             | R・ラッシェルT・ケネディW・クラークR・トンプソンM・ウィリ · アムズJ・ウリーベK・ミッチェルB・バトラーC・マルドナードE・ライルズ | 2                            | 三                           | C・ランスフォード            | 右                           | M・ムーアT・スタインバックM・マグワイアT・フィリップスC・ランス · フォードW・ワイスR・ヘンダーソンD・ヘンダーソンJ・カンセコD・パーカー |
| 3                              | 一                             | W・クラーク                    | 左                             | R・ラッシェルT・ケネディW・クラークR・トンプソンM・ウィリ · アムズJ・ウリーベK・ミッチェルB・バトラーC・マルドナードE・ライルズ | 3                            | 右                           | J・カンセコ                  | 右                           | M・ムーアT・スタインバックM・マグワイアT・フィリップスC・ランス · フォードW・ワイスR・ヘンダーソンD・ヘンダーソンJ・カンセコD・パーカー |
| 4                              | 左                             | K・ミッチェル                  | 右                             | R・ラッシェルT・ケネディW・クラークR・トンプソンM・ウィリ · アムズJ・ウリーベK・ミッチェルB・バトラーC・マルドナードE・ライルズ | 4                            | DH                           | D・パーカー                  | 左                           | M・ムーアT・スタインバックM・マグワイアT・フィリップスC・ランス · フォードW・ワイスR・ヘンダーソンD・ヘンダーソンJ・カンセコD・パーカー |
| 5                              | 三                             | M・ウィリアムズ                | 右                             | R・ラッシェルT・ケネディW・クラークR・トンプソンM・ウィリ · アムズJ・ウリーベK・ミッチェルB・バトラーC・マルドナードE・ライルズ | 5                            | 中                           | D・ヘンダーソン              | 右                           | M・ムーアT・スタインバックM・マグワイアT・フィリップスC・ランス · フォードW・ワイスR・ヘンダーソンD・ヘンダーソンJ・カンセコD・パーカー |
| 6                              | DH                             | E・ライルズ                    | 左                             | R・ラッシェルT・ケネディW・クラークR・トンプソンM・ウィリ · アムズJ・ウリーベK・ミッチェルB・バトラーC・マルドナードE・ライルズ | 6                            | 一                           | M・マグワイア                | 右                           | M・ムーアT・スタインバックM・マグワイアT・フィリップスC・ランス · フォードW・ワイスR・ヘンダーソンD・ヘンダーソンJ・カンセコD・パーカー |
| 7                              | 右                             | C・マルドナード                | 右                             | R・ラッシェルT・ケネディW・クラークR・トンプソンM・ウィリ · アムズJ・ウリーベK・ミッチェルB・バトラーC・マルドナードE・ライルズ | 7                            | 捕                           | T・スタインバック            | 右                           | M・ムーアT・スタインバックM・マグワイアT・フィリップスC・ランス · フォードW・ワイスR・ヘンダーソンD・ヘンダーソンJ・カンセコD・パーカー |
| 8                              | 捕                             | T・ケネディ                    | 左                             | R・ラッシェルT・ケネディW・クラークR・トンプソンM・ウィリ · アムズJ・ウリーベK・ミッチェルB・バトラーC・マルドナードE・ライルズ | 8                            | 二                           | T・フィリップス              | 両                           | M・ムーアT・スタインバックM・マグワイアT・フィリップスC・ランス · フォードW・ワイスR・ヘンダーソンD・ヘンダーソンJ・カンセコD・パーカー |
| 9                              | 遊                             | J・ウリーベ                    | 両                             | R・ラッシェルT・ケネディW・クラークR・トンプソンM・ウィリ · アムズJ・ウリーベK・ミッチェルB・バトラーC・マルドナードE・ライルズ | 9                            | 遊                           | W・ワイス                    | 両                           | M・ムーアT・スタインバックM・マグワイアT・フィリップスC・ランス · フォードW・ワイスR・ヘンダーソンD・ヘンダーソンJ・カンセコD・パーカー |
| 先発投手                       | 先発投手                       | 先発投手                       | 投球                           | R・ラッシェルT・ケネディW・クラークR・トンプソンM・ウィリ · アムズJ・ウリーベK・ミッチェルB・バトラーC・マルドナードE・ライルズ | 先発投手                     | 先発投手                     | 先発投手                     | 投球                         | M・ムーアT・スタインバックM・マグワイアT・フィリップスC・ランス · フォードW・ワイスR・ヘンダーソンD・ヘンダーソンJ・カンセコD・パーカー |
| R・ラッシェル                  | R・ラッシェル                  | R・ラッシェル                  | 右                             | R・ラッシェルT・ケネディW・クラークR・トンプソンM・ウィリ · アムズJ・ウリーベK・ミッチェルB・バトラーC・マルドナードE・ライルズ | M・ムーア                    | M・ムーア                    | M・ムーア                    | 右                           | M・ムーアT・スタインバックM・マグワイアT・フィリップスC・ランス · フォードW・ワイスR・ヘンダーソンD・ヘンダーソンJ・カンセコD・パーカー |

### ロマ・プリータ地震

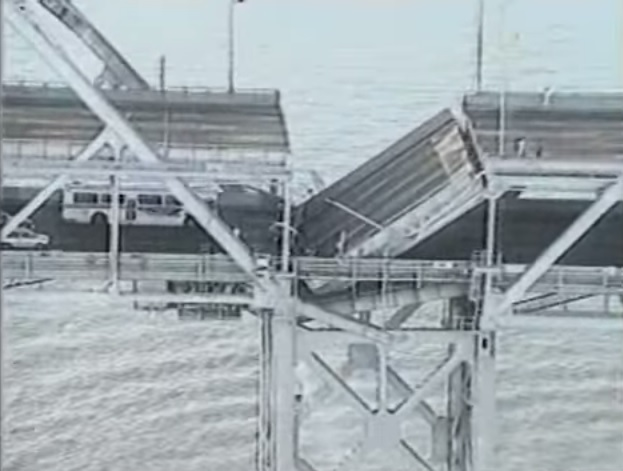
両球団の本拠地都市を結ぶサンフランシスコ・オークランド・ベイブリッジも、ロマ・プリータ地震で寸断された

第3戦は当初、ジャイアンツの本拠地キャンドルスティック・パークに舞台を移し、10月17日に開催される予定だった。しかし試合開始前の午後5時4分、サンアンドレアス断層の活動によってマグニチュード6.9の地震が引き起こされた。球場も強い揺れに見舞われて停電し、試合は中止された。数日後、コミッショナーのフェイ・ヴィンセントやサンフランシスコ市長アート・アグノス、ジャイアンツの球団幹部らがシリーズ再開について議論した。そこでは同じカリフォルニア州内のサンディエゴで代替開催する案も協議されたが、サンフランシスコでシリーズが開催されるのは1962年以来27年ぶりとあって、ジャイアンツ球団オーナーのボブ・ルーリーが強硬に反対した。結局、球場自体に大きな損傷はなく、シリーズは地震発生から10日後の27日に再開されることになった。

### 第3戦 10月27日
- キャンドルスティック・パーク（カリフォルニア州サンフランシスコ）

|                                | 1 | 2 | 3 | 4 | 5 | 6 | 7 | 8 | 9 | R  | H  | E |
| ------------------------------ | - | - | - | - | - | - | - | - | - | -- | -- | - |
| オークランド・アスレチックス   | 2 | 0 | 0 | 2 | 4 | 1 | 0 | 4 | 0 | 13 | 14 | 0 |
| サンフランシスコ・ジャイアンツ | 0 | 1 | 0 | 2 | 0 | 0 | 0 | 0 | 4 | 7  | 10 | 3 |

1. 勝利：デーブ・スチュワート（2勝）
2. 敗戦：スコット・ギャレルツ（2敗）
3. 本塁打
OAK：デーブ・ヘンダーソン1号ソロ・2号ソロ、トニー・フィリップス1号ソロ、ホセ・カンセコ1号3ラン、カーネイ・ランスフォード1号ソロ
SF：マット・ウィリアムズ1号ソロ、ビル・ベイス1号3ラン
4. 審判
［球審］ビック・ボルタジオ（AL）
［塁審］一塁: ダッチ・レナート（NL）、二塁: アル・クラーク（AL）、三塁: エリック・グレッグ（NL）
［外審］左翼: リッチ・ガルシア（AL）、右翼: ポール・ランギー（NL）
5. 試合開始時刻: 太平洋夏時間（UTC-7）午後5時40分  試合時間: 3時間3分  観客: 6万2038人  気温: 62°F（16.7°C）
詳細: MLB.com Gameday / Baseball-Reference.com

| オークランド・アスレチックス | オークランド・アスレチックス | オークランド・アスレチックス | オークランド・アスレチックス | オークランド・アスレチックス | サンフランシスコ・ジャイアンツ | サンフランシスコ・ジャイアンツ | サンフランシスコ・ジャイアンツ | サンフランシスコ・ジャイアンツ | サンフランシスコ・ジャイアンツ                                                                                                   |
| ---------------------------- | ---------------------------- | ---------------------------- | ---------------------------- | --- | ------------------------------ | ------------------------------ | ------------------------------ | ------------------------------ | --- |
| 打順                         | 守備                         | 選手                         | 打席                         | D・スチュワートT・スタインバックM・マグワイアT・フィリップスC・ランス · フォードW・ワイスR・ヘンダーソンD・ヘンダーソンJ・カンセコ（なし） | 打順                           | 守備                           | 選手                           | 打席                           | S・ギャレルツT・ケネディW・クラークR・トンプソンK・オバーク · フェルM・ウィリアムズK・ミッチェルB・バトラーP・シェリダン（なし） |
| 1                            | 左                           | R・ヘンダーソン              | 右                           | D・スチュワートT・スタインバックM・マグワイアT・フィリップスC・ランス · フォードW・ワイスR・ヘンダーソンD・ヘンダーソンJ・カンセコ（なし） | 1                              | 中                             | B・バトラー                    | 左                             | S・ギャレルツT・ケネディW・クラークR・トンプソンK・オバーク · フェルM・ウィリアムズK・ミッチェルB・バトラーP・シェリダン（なし） |
| 2                            | 三                           | C・ランスフォード            | 右                           | D・スチュワートT・スタインバックM・マグワイアT・フィリップスC・ランス · フォードW・ワイスR・ヘンダーソンD・ヘンダーソンJ・カンセコ（なし） | 2                              | 二                             | R・トンプソン                  | 右                             | S・ギャレルツT・ケネディW・クラークR・トンプソンK・オバーク · フェルM・ウィリアムズK・ミッチェルB・バトラーP・シェリダン（なし） |
| 3                            | 右                           | J・カンセコ                  | 右                           | D・スチュワートT・スタインバックM・マグワイアT・フィリップスC・ランス · フォードW・ワイスR・ヘンダーソンD・ヘンダーソンJ・カンセコ（なし） | 3                              | 一                             | W・クラーク                    | 左                             | S・ギャレルツT・ケネディW・クラークR・トンプソンK・オバーク · フェルM・ウィリアムズK・ミッチェルB・バトラーP・シェリダン（なし） |
| 4                            | 一                           | M・マグワイア                | 右                           | D・スチュワートT・スタインバックM・マグワイアT・フィリップスC・ランス · フォードW・ワイスR・ヘンダーソンD・ヘンダーソンJ・カンセコ（なし） | 4                              | 左                             | K・ミッチェル                  | 右                             | S・ギャレルツT・ケネディW・クラークR・トンプソンK・オバーク · フェルM・ウィリアムズK・ミッチェルB・バトラーP・シェリダン（なし） |
| 5                            | 中                           | D・ヘンダーソン              | 右                           | D・スチュワートT・スタインバックM・マグワイアT・フィリップスC・ランス · フォードW・ワイスR・ヘンダーソンD・ヘンダーソンJ・カンセコ（なし） | 5                              | 三                             | K・オバークフェル              | 左                             | S・ギャレルツT・ケネディW・クラークR・トンプソンK・オバーク · フェルM・ウィリアムズK・ミッチェルB・バトラーP・シェリダン（なし） |
| 6                            | 捕                           | T・スタインバック            | 右                           | D・スチュワートT・スタインバックM・マグワイアT・フィリップスC・ランス · フォードW・ワイスR・ヘンダーソンD・ヘンダーソンJ・カンセコ（なし） | 6                              | 遊                             | M・ウィリアムズ                | 右                             | S・ギャレルツT・ケネディW・クラークR・トンプソンK・オバーク · フェルM・ウィリアムズK・ミッチェルB・バトラーP・シェリダン（なし） |
| 7                            | 二                           | T・フィリップス              | 両                           | D・スチュワートT・スタインバックM・マグワイアT・フィリップスC・ランス · フォードW・ワイスR・ヘンダーソンD・ヘンダーソンJ・カンセコ（なし） | 7                              | 捕                             | T・ケネディ                    | 左                             | S・ギャレルツT・ケネディW・クラークR・トンプソンK・オバーク · フェルM・ウィリアムズK・ミッチェルB・バトラーP・シェリダン（なし） |
| 8                            | 遊                           | W・ワイス                    | 両                           | D・スチュワートT・スタインバックM・マグワイアT・フィリップスC・ランス · フォードW・ワイスR・ヘンダーソンD・ヘンダーソンJ・カンセコ（なし） | 8                              | 右                             | P・シェリダン                  | 左                             | S・ギャレルツT・ケネディW・クラークR・トンプソンK・オバーク · フェルM・ウィリアムズK・ミッチェルB・バトラーP・シェリダン（なし） |
| 9                            | 投                           | D・スチュワート              | 右                           | D・スチュワートT・スタインバックM・マグワイアT・フィリップスC・ランス · フォードW・ワイスR・ヘンダーソンD・ヘンダーソンJ・カンセコ（なし） | 9                              | 投                             | S・ギャレルツ                  | 右                             | S・ギャレルツT・ケネディW・クラークR・トンプソンK・オバーク · フェルM・ウィリアムズK・ミッチェルB・バトラーP・シェリダン（なし） |
| 先発投手                     | 先発投手                     | 先発投手                     | 投球                         | D・スチュワートT・スタインバックM・マグワイアT・フィリップスC・ランス · フォードW・ワイスR・ヘンダーソンD・ヘンダーソンJ・カンセコ（なし） | 先発投手                       | 先発投手                       | 先発投手                       | 投球                           | S・ギャレルツT・ケネディW・クラークR・トンプソンK・オバーク · フェルM・ウィリアムズK・ミッチェルB・バトラーP・シェリダン（なし） |
| D・スチュワート              | D・スチュワート              | D・スチュワート              | 右                           | D・スチュワートT・スタインバックM・マグワイアT・フィリップスC・ランス · フォードW・ワイスR・ヘンダーソンD・ヘンダーソンJ・カンセコ（なし） | S・ギャレルツ                  | S・ギャレルツ                  | S・ギャレルツ                  | 右                             | S・ギャレルツT・ケネディW・クラークR・トンプソンK・オバーク · フェルM・ウィリアムズK・ミッチェルB・バトラーP・シェリダン（なし） |

### 第4戦 10月28日
- キャンドルスティック・パーク（カリフォルニア州サンフランシスコ）

|                                | 1 | 2 | 3 | 4 | 5 | 6 | 7 | 8 | 9 | R | H  | E |
| ------------------------------ | - | - | - | - | - | - | - | - | - | - | -- | - |
| オークランド・アスレチックス   | 1 | 3 | 0 | 0 | 3 | 1 | 0 | 1 | 0 | 9 | 12 | 0 |
| サンフランシスコ・ジャイアンツ | 0 | 0 | 0 | 0 | 0 | 2 | 4 | 0 | 0 | 6 | 9  | 0 |

1. 勝利：マイク・ムーア（2勝）
2. セーブ：デニス・エカーズリー（1S）
3. 敗戦：ドン・ロビンソン（1敗）
4. 本塁打
OAK：リッキー・ヘンダーソン1号ソロ
SF：ケビン・ミッチェル1号2ラン、グレッグ・リットン1号2ラン
5. 審判
［球審］ダッチ・レナート（NL）
［塁審］一塁: アル・クラーク（AL）、二塁: エリック・グレッグ（NL）、三塁: リッチ・ガルシア（AL）
［外審］左翼: ポール・ランギー（NL）、右翼: ビック・ボルタジオ（AL）
6. 試合開始時刻: 太平洋夏時間（UTC-7）午後5時33分  試合時間: 3時間7分  観客: 6万2032人  気温: 63°F（17.2°C）
詳細: MLB.com Gameday / Baseball-Reference.com

| オークランド・アスレチックス | オークランド・アスレチックス | オークランド・アスレチックス | オークランド・アスレチックス | オークランド・アスレチックス | サンフランシスコ・ジャイアンツ | サンフランシスコ・ジャイアンツ | サンフランシスコ・ジャイアンツ | サンフランシスコ・ジャイアンツ | サンフランシスコ・ジャイアンツ                                                                                               |
| ---------------------------- | ---------------------------- | ---------------------------- | ---------------------------- | --- | ------------------------------ | ------------------------------ | ------------------------------ | ------------------------------ | --- |
| 打順                         | 守備                         | 選手                         | 打席                         | M・ムーアT・スタインバックM・マグワイアT・フィリップスC・ランス · フォードW・ワイスR・ヘンダーソンD・ヘンダーソンJ・カンセコ（なし） | 打順                           | 守備                           | 選手                           | 打席                           | D・ロビンソンT・ケネディW・クラークG・リットンK・オバーク · フェルM・ウィリアムズK・ミッチェルB・バトラーD・ニクソン（なし） |
| 1                            | 左                           | R・ヘンダーソン              | 右                           | M・ムーアT・スタインバックM・マグワイアT・フィリップスC・ランス · フォードW・ワイスR・ヘンダーソンD・ヘンダーソンJ・カンセコ（なし） | 1                              | 中                             | B・バトラー                    | 左                             | D・ロビンソンT・ケネディW・クラークG・リットンK・オバーク · フェルM・ウィリアムズK・ミッチェルB・バトラーD・ニクソン（なし） |
| 2                            | 三                           | C・ランスフォード            | 右                           | M・ムーアT・スタインバックM・マグワイアT・フィリップスC・ランス · フォードW・ワイスR・ヘンダーソンD・ヘンダーソンJ・カンセコ（なし） | 2                              | 三                             | K・オバークフェル              | 左                             | D・ロビンソンT・ケネディW・クラークG・リットンK・オバーク · フェルM・ウィリアムズK・ミッチェルB・バトラーD・ニクソン（なし） |
| 3                            | 右                           | J・カンセコ                  | 右                           | M・ムーアT・スタインバックM・マグワイアT・フィリップスC・ランス · フォードW・ワイスR・ヘンダーソンD・ヘンダーソンJ・カンセコ（なし） | 3                              | 一                             | W・クラーク                    | 左                             | D・ロビンソンT・ケネディW・クラークG・リットンK・オバーク · フェルM・ウィリアムズK・ミッチェルB・バトラーD・ニクソン（なし） |
| 4                            | 一                           | M・マグワイア                | 右                           | M・ムーアT・スタインバックM・マグワイアT・フィリップスC・ランス · フォードW・ワイスR・ヘンダーソンD・ヘンダーソンJ・カンセコ（なし） | 4                              | 左                             | K・ミッチェル                  | 右                             | D・ロビンソンT・ケネディW・クラークG・リットンK・オバーク · フェルM・ウィリアムズK・ミッチェルB・バトラーD・ニクソン（なし） |
| 5                            | 中                           | D・ヘンダーソン              | 右                           | M・ムーアT・スタインバックM・マグワイアT・フィリップスC・ランス · フォードW・ワイスR・ヘンダーソンD・ヘンダーソンJ・カンセコ（なし） | 5                              | 遊                             | M・ウィリアムズ                | 右                             | D・ロビンソンT・ケネディW・クラークG・リットンK・オバーク · フェルM・ウィリアムズK・ミッチェルB・バトラーD・ニクソン（なし） |
| 6                            | 捕                           | T・スタインバック            | 右                           | M・ムーアT・スタインバックM・マグワイアT・フィリップスC・ランス · フォードW・ワイスR・ヘンダーソンD・ヘンダーソンJ・カンセコ（なし） | 6                              | 捕                             | T・ケネディ                    | 左                             | D・ロビンソンT・ケネディW・クラークG・リットンK・オバーク · フェルM・ウィリアムズK・ミッチェルB・バトラーD・ニクソン（なし） |
| 7                            | 二                           | T・フィリップス              | 両                           | M・ムーアT・スタインバックM・マグワイアT・フィリップスC・ランス · フォードW・ワイスR・ヘンダーソンD・ヘンダーソンJ・カンセコ（なし） | 7                              | 二                             | G・リットン                    | 右                             | D・ロビンソンT・ケネディW・クラークG・リットンK・オバーク · フェルM・ウィリアムズK・ミッチェルB・バトラーD・ニクソン（なし） |
| 8                            | 遊                           | W・ワイス                    | 両                           | M・ムーアT・スタインバックM・マグワイアT・フィリップスC・ランス · フォードW・ワイスR・ヘンダーソンD・ヘンダーソンJ・カンセコ（なし） | 8                              | 右                             | D・ニクソン                    | 右                             | D・ロビンソンT・ケネディW・クラークG・リットンK・オバーク · フェルM・ウィリアムズK・ミッチェルB・バトラーD・ニクソン（なし） |
| 9                            | 投                           | M・ムーア                    | 右                           | M・ムーアT・スタインバックM・マグワイアT・フィリップスC・ランス · フォードW・ワイスR・ヘンダーソンD・ヘンダーソンJ・カンセコ（なし） | 9                              | 投                             | D・ロビンソン                  | 右                             | D・ロビンソンT・ケネディW・クラークG・リットンK・オバーク · フェルM・ウィリアムズK・ミッチェルB・バトラーD・ニクソン（なし） |
| 先発投手                     | 先発投手                     | 先発投手                     | 投球                         | M・ムーアT・スタインバックM・マグワイアT・フィリップスC・ランス · フォードW・ワイスR・ヘンダーソンD・ヘンダーソンJ・カンセコ（なし） | 先発投手                       | 先発投手                       | 先発投手                       | 投球                           | D・ロビンソンT・ケネディW・クラークG・リットンK・オバーク · フェルM・ウィリアムズK・ミッチェルB・バトラーD・ニクソン（なし） |
| M・ムーア                    | M・ムーア                    | M・ムーア                    | 右                           | M・ムーアT・スタインバックM・マグワイアT・フィリップスC・ランス · フォードW・ワイスR・ヘンダーソンD・ヘンダーソンJ・カンセコ（なし） | D・ロビンソン                  | D・ロビンソン                  | D・ロビンソン                  | 右                             | D・ロビンソンT・ケネディW・クラークG・リットンK・オバーク · フェルM・ウィリアムズK・ミッチェルB・バトラーD・ニクソン（なし） |

## 評価
ESPNのサム・ミラーは2020年5月、出場2チームの実力がどれほど伯仲していたかやどれほど記憶に残るシリーズとなったかなどを基準に、全115回のワールドシリーズを順位づけした。その結果、今シリーズは114位だった。今シリーズより下位にあるのは、シカゴ・ホワイトソックスによる八百長（ブラックソックス事件）があった1919年だけである。
『ハードボール・タイムズ』のクリス・ジャフは、歴代のポストシーズン各シリーズについて、試合経過やシリーズの展開が一定の条件を満たすのに応じてポイントを付与することで、面白さやつまらなさの数値化を試みている。
- 2011年10月には面白さについて「1点差試合は3ポイント、1－0の試合ならさらに1ポイント」「サヨナラゲームは10ポイント、サヨナラが本塁打によるものならさらに5ポイント」「7試合制のシリーズが最終戦までもつれれば15ポイント」などと条件を設定した。その結果、同年の両リーグ優勝決定戦まで計262シリーズの平均が45ポイントだったのに対して、今シリーズは5.8ポイントしか獲得できず、歴代106回のワールドシリーズのなかでは最低点を記録した[10]。
- 2012年10月には、優勝球団が初戦から全勝する "スウィープ" のシリーズを対象に「敗退球団がリードしたイニング数が10以上なら0ポイント、5以上10未満なら2ポイント、……全くなければ25ポイント」「1試合平均の得点差が2未満なら0ポイント、2以上2.5未満なら1ポイント、……3以上3.5未満なら5ポイント、以降は0.5点ごとに2ポイントずつ加算」などの条件を設定し、つまらなさを算出した。その結果、今シリーズは2位を9ポイント上回る67ポイントを獲得し、同年の両リーグ優勝決定戦まで計67度あるスウィープのなかでも "最もつまらないスウィープ" となった[注 2][4]。